# Mandoniella spicatinervia
Mandoniella spicatinervia là một loài Rêu trong họ Brachytheciaceae. Loài này được (R.S. Williams) Herzog mô tả khoa học đầu tiên năm 1916.